# Кербела (провінція)
Кербела (араб. كربلاء) — провінція (мухафаза) в Іраку. Адміністративний центр — місто Кербела, святе місто для шиїтів — тут знаходиться гробниця імама Хуссейна. Шиїти-паломники з Ірану, Афганістану і Пакистану здійснюють паломництво у місто, щоб відвідати святиню. Кербела є також 8-ю з 18 провінцій Іраку, які будуть передані силами Коаліції повному іракському урядовому контролю.
Територія 5034 км² із населенням 1 066 600 осіб (2011 рік).

## Округи
- Ейн ат-Тамура
- Ель-Гінді
- Кербела

## Влада
- Губернатор: Amal al-deen Al-Hir[1]
- Заступник губернатора: Jawad al-Hasnawi[2]
- Голова Провінційної Ради (PCC): Abdul al-Al al-Yasseri[3]